# Kai Nurminen
Kai Nurminen, född 29 mars 1969, är en finländsk ishockeyspelare. Kai Nurminen spelade för det svenska laget HV71 säsongen 1995/1996, framgångsrikt tillsammans med Esa Keskinen, och tillsammans utgjorde de två en fruktad duo. Inför säsongen 1996/1997 bytte Kai Nurminen lag till Los Angeles Kings.
Efter sin vistelse i Los Angeles flyttade Kai Nurminen till Minnesota, där han spelade för Minnesota Wild en match.
Nurminen kommer från TPS juniorakademi. Andra kända spelare som också kommer därifrån är till exempel Saku Koivu, dennes bror Mikko Koivu, samt Miikka Kiprusoff, Fredrik Norrena och Petteri Nummelin, som alla för tillfället (2007) spelar i NHL.

## Utmärkelser
- Finlands idrottskulturs förtjänstmedalj,  2022[4]

[Redigera Wikidata]